# Усть-Каменогорський металургійний комплекс
Усть-Каменогорський металургійний комплекс – підприємство кольорової металургії, яке діє в казахському місті Оскемен (раніше носило назву Усть-Каменогорськ). 
Станом на 1930-ті роки на сході Казахстану вже діяли три центри видобутку кольорових металів – поблизу Усть-Каменогорська (Березівсько-Білоусівське рудне поле), у Риддері та в Зиряновську. Переробку (хоча б часткову) випущених тут свинцевих та мідних концентратів могли забезпечувати Риддерський свинцевий та Іртишський мідеплавильний заводи, тоді як цинковий концентрат доводилось в повному обсязі вивозити за межі регіону для переробки. Як наслідок, виникли плани спорудження в Усть-Каменогорську ще одного металургійного підприємства, підготовчі роботи по якому стартували в 1939-му. Втім, вони посувались дуже повільно, аж допоки в 1942-му сюди не прибуло обладнання евакуйованого з Північної Осетії заводу «Електроцинк». Фактично будівництво почалось в 1943-му та завершилось введенням в експлуатацію в 1947-му (одночасно стала до ладу перша черга Усть-Каменогорської ТЕЦ, виникнення якої було передусім обумовлене потребами металургійного виробництва). 
В подальшому майданчик доповнювали новими напрямками, так, в 1950-му почалось виробництво кадмію, в 1952-му відбувся пуск свинцевого виробництва, а ще пізніше із маталургічних газів почали вилучати ртуть та селен. Крім того, вже в першій половині 1950-х стали до ладу два цехи сульфатної кислоти, які не лише продукують товарний продукт, але й є вкрай важливими з огляду на екологію (при переробці сульфідних руд печі продукують величезні обсяги шкідливих оксидів сірки, утилізація яких відбувається саме через випуск зазначеної кислоти).
З 1951 року сукупність цехів та допоміжних виробництв майданчику діяла як Усть-Каменогорський свинцево-цинковий комбінат. В 1997-му шляхом його об’єднання з Леніногорським поліметалічним комбінатом, Зиряновським свинцевим комбінатом та Текелійським свинцево-цинковим комбінатом створили концерн «Казцинк», великим іноземним інвестором якого стала швейцарська корпорація Glencore.
Наразі найбільшим виробництвом комбінату є цинковий завод, що здатний випускати 144 тисяч тон металічного цинку на рік.
В 2011 році запустили мідний завод, який переробляє мідний концентрат та може щорічно продукувати 70 тисяч тон катодної міді. В комплексі з ним звели третій цех сульфатної кислоти.
Також комбінат має афінажне виробництво, яке здатне випускати до 52 тон золотих та 990 тон срібних зливків на рік.